# Panambi (ort)
Panambi är en ort i Brasilien.   Den ligger i kommunen Panambi och delstaten Rio Grande do Sul, i den södra delen av landet, 1 500 km söder om huvudstaden Brasília. Panambi ligger 421 meter över havet och antalet invånare är 30 407.
Terrängen runt Panambi är platt. Det finns inga andra samhällen i närheten.
Trakten runt Panambi består till största delen av jordbruksmark. Runt Panambi är det ganska tätbefolkat, med 67 invånare per kvadratkilometer.